# Neosybra strandi
Neosybra strandi är en skalbaggsart som beskrevs av Stefan von Breuning 1939. Neosybra strandi ingår i släktet Neosybra och familjen långhorningar. Inga underarter finns listade i Catalogue of Life.